# Herbert Akroyd Stuart
Herbert Akroyd Stuart (Halifax, 28 gennaio 1864 – Halifax, 19 febbraio 1927) è stato un inventore, ingegnere e progettista britannico, che inventò il motore a bulbo caldo o motore a olio Hornsby-Akroyd.
Nel 1885, Akroyd Stuart versò accidentalmente del cherosene in una pentola di stagno. Il cherosene si vaporizzò e quando venne a contatto con una lampada a cherosene prese fuoco. Ciò gli diede l'idea di utilizzare il cherosene (molto simile al diesel moderno) per alimentare un motore a combustione interna, il quale a differenza della benzina, è molto più facile da vaporizzare in un carburatore poiché ha una volatilità maggiore.
I primi prototipi di motori furono costruiti nel 1886. Nel 1890, in collaborazione con Charles Richard Binney depositò il brevetto. Uno di questi motori fu venduto all'autorità sanitaria di Newport, ma il rapporto di compressione era troppo basso per avviarlo a freddo e aveva bisogno di un sistema di preriscaldamento per farlo funzionare.
I primi motori Akroyd-Stuart furono costruiti il 26 giugno 1891 dalla Richard Hornsby e Sons su licenza e furono venduti per la prima volta l'8 luglio 1892. Fu il primo motore a combustione interna ad utilizzare un sistema di iniezione del carburante in pressione.